# D01NX
D01NX (ディーぜろいちエヌエックス) は、ネットインデックスによって開発された、イー・モバイルによるHSDPA対応のCFカード型データ通信端末。

## 概要
D01NEと共に、データ通信サービス開始当初の時期にリリースされた、CFカード型端末。

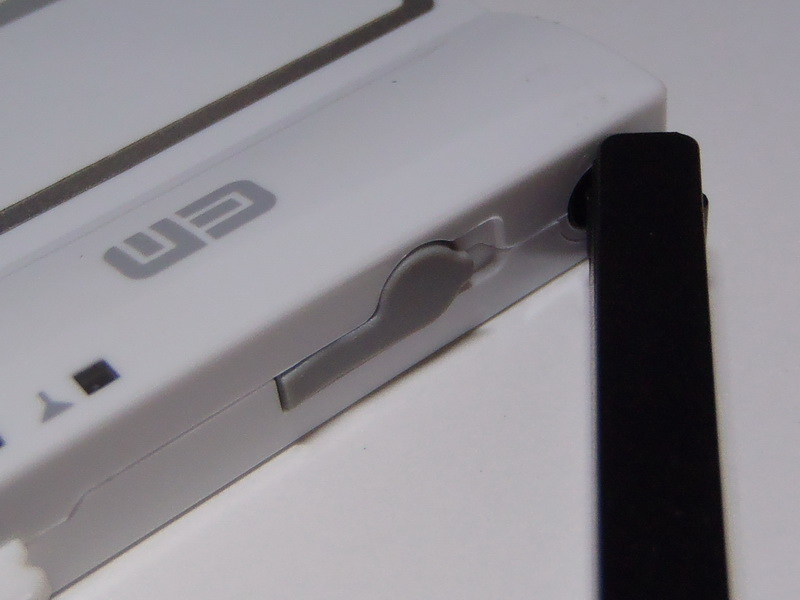
外部アンテナ端子が装備されている
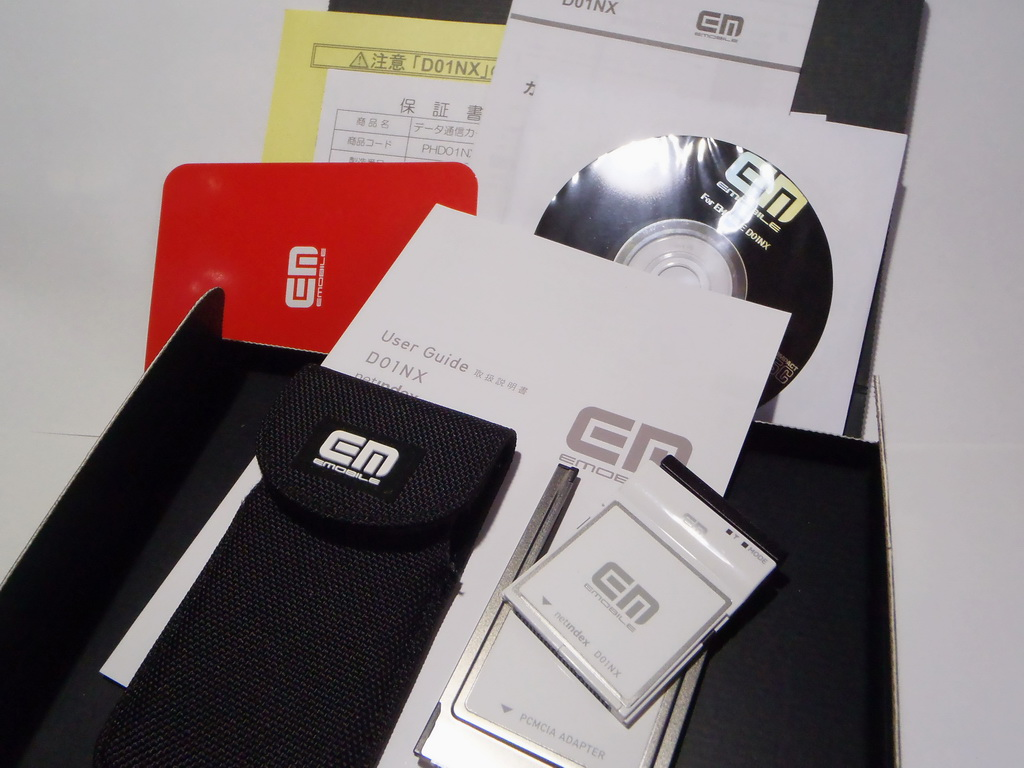
初期セット内容

## 仕様（テンプレート外）
- 通信速度
  - 受信最大 3.6 Mbps
  - 送信最大 384 kbps
- 対応OS（各日本語版）
  - Windows 2000 Professional Service Pack4 以降
  - Windows XP Home Edition Service Pack1 以降
  - Windows XP Professional Service Pack1 以降
  - Windows Vista （32/64ビット版）
  - Windows 7（32/64ビット版）
  - Mac OS X 10.3.9/10.4～10.4.11 (PowerBook)
  - Zaurus (SHARP社製PDA)
［4機種(型番)：SL-C1000／SL-C3000／SL-C3100／SL-C3200］
- 対応エリア（日本国内）